# Igor Gehenot

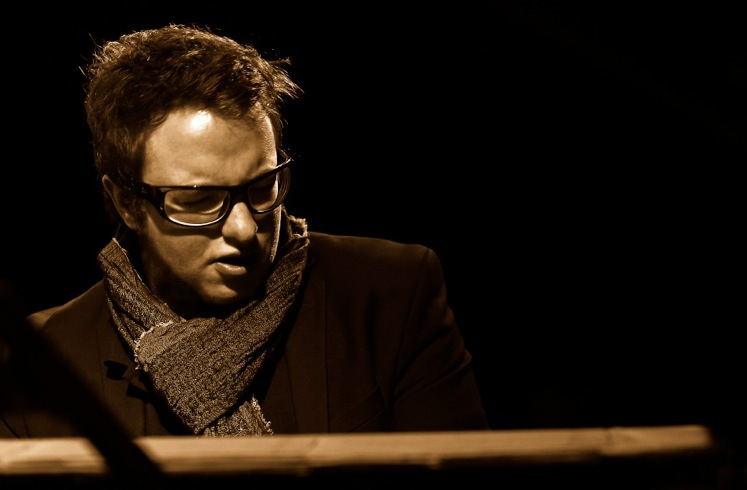
Igor Gehenot

Igor Gehenot (* 27. November 1989 in Lüttich) ist ein belgischer Jazzmusiker (Piano, Komposition).

## Leben und Wirken
Gehenot begann im Alter von sechs Jahren Klavier zu spielen; er erhielt zunächst eine klassische Musikausbildung. Im Alter von 13 Jahren begann er in der Jazzabteilung der Marcel Desiron Akademie in seiner Geburtsstadt, wo er vier Jahre lang Unterricht erhielt. Mit 17 Jahren traf er den Schlagzeuger Antoine Pierre und gründete das Metropolitan Quartett, mit dem er zahlreiche Konzerte in Belgien und im Ausland gab und den Young Talent-Preis beim Comblain Jazz Festival gewann. Er studierte Jazzpiano an den Konservatorien von Maastricht und (ab 2009) in Brüssel, wo er mit Sam Gerstmans am Kontrabass und dem jungen Schlagzeuger Antoine Pierre sein erstes Trio bildete. Ab 2011 spielte er regelmäßig in den Brüsseler Jazzclubs The Sounds und Archiduc. Bereits 2012 erschien sein erstes Album (mit dem Trio). Das Album erhielt gute Kritiken und wurde zum Jazzalbum des Jahres im britischen Magazin Jazzwise gewählt. Mit dem siebenköpfigen Lg Collective trat er bei verschiedenen Festivals auf (Lütticher Musikfestival, Dinant Jazz Nights sowie Jazzzolder in Mechelenn). Mit seinem Trio stellte er sich auf mehreren belgischen Festivals wie dem Brussel Jazz Marathon, dem Blue Flamingo Festival, dem Gent Jazz Festival, dem Škoda Jazz Festival, Jazz à Vienne und dem Port-au-Prince Jazz Festival in Haiti vor.
2014 arbeitete er mit dem polnischen Streichquartett Atom String Quartet beim Gaume Jazz Festival und nahm sein zweites Album Motion im Trio mit Philippe Aerts und Teun Verbruggen auf. Nach Ausflügen in den Hip-Hop erschien 2017 das Album Delta mit einem akustischen Quartett, dem 2021 das Album Cursiv im Quintett folgte. Auch spielt er im Duo mit Nicolas Kummert und ist auf dem Album The Composer von Jack van Poll zu hören.

## Diskographische Hinweise
- Road Story (Igloo Records 2012)[2]
- Motion Igloo Records 2014[3]
- Delta (Igloo Records 2017, mit Alex Tassel, Viktor Nyberg, Jérôme Klein)[4]
- Cursiv (Igloo Records 2021, mit David El-Malek, Alex Tassel, Viktor Nyberg, Jérôme Klein)[5]